# 第13回日本フットボールリーグ
第13回日本フットボールリーグは、2011年（平成23年）4月23日から同年12月11日にかけて行われた日本フットボールリーグ（JFL）のリーグ戦である。SAGAWA SHIGA FCが2年ぶり3回目の優勝を果たした。
当初は3月13日から開幕する予定だったが、3月11日に発生した東日本大震災の影響により順延となった。詳細は下記#東日本大震災の影響を参照。

## 参加クラブ
第13回JFLの参加クラブは以下の通りである（記載は前年シーズンの成績順）。このうちカマタマーレ讃岐とAC長野パルセイロが前シーズンの全国地域サッカーリーグ決勝大会からの昇格クラブである。
※前年度成績=特記なきものは第12回JFL（2010年）の成績である。
| チーム名 （正式名称）                                     | 監督 | 所在都道府県 | 主なホームゲーム会場                                                  | 前年度成績                     | 備考                         |
| --------------------------------------------------------- | ---- | ------------ | --------------------------------------------------------------------- | ------------------------------ | ---------------------------- |
| SAGAWA SHIGA FC                                           |      | 滋賀県       | 佐川急便守山運動場陸上競技場                                          | 2位                            |                              |
| 町田ゼルビア (FC町田ゼルビア)                             |      | 東京都       | 町田市立陸上競技場                                                    | 3位                            |                              |
| Honda FC (本田技研工業株式会社フットボールクラブ)         |      | 静岡県       | ホンダ都田サッカー場                                                  | 4位                            |                              |
| V・ファーレン長崎                                         |      | 長崎県       | 長崎県立総合運動公園陸上競技場 長崎市総合運動公園かきどまり陸上競技場 | 5位                            |                              |
| 佐川印刷SC (佐川印刷株式会社サッカークラブ)               |      | 京都府       | 京都市西京極総合運動公園陸上競技場兼球技場                            | 6位                            |                              |
| 松本山雅FC (松本山雅フットボールクラブ)                   |      | 長野県       | 松本アルウィン                                                        | 7位                            |                              |
| ブラウブリッツ秋田                                        |      | 秋田県       | 仁賀保グリーンフィールド 秋田市八橋運動公園陸上競技場                 | 8位                            |                              |
| ツエーゲン金沢                                            |      | 石川県       | 石川県西部緑地公園陸上競技場                                          | 9位                            | Jリーグ準加盟申請審議中      |
| FC琉球                                                    |      | 沖縄県       | 沖縄市陸上競技場 沖縄県総合運動公園陸上競技場                         | 10位                           | Jリーグ準加盟申請審議中      |
| MIOびわこ草津                                             |      | 滋賀県       | 東近江市布引グリーンスタジアム                                        | 11位                           |                              |
| 横河武蔵野FC (横河武蔵野フットボールクラブ)               |      | 東京都       | 武蔵野市立武蔵野陸上競技場                                            | 12位                           |                              |
| ホンダロックSC (株式会社ホンダロック サッカー部)          |      | 宮崎県       | 宮崎市生目の杜運動公園陸上競技場                                      | 13位                           | 「ホンダロック」から名称変更 |
| ソニー仙台FC (ソニー仙台フットボールクラブ)               |      | 宮城県       | ユアテックスタジアム仙台 宮城県サッカー場 七ヶ浜サッカースタジアム    | 14位                           |                              |
| 栃木ウーヴァFC (栃木ウーヴァフットボールクラブ)           |      | 栃木県       | 栃木市総合運動公園陸上競技場                                          | 15位                           |                              |
| ジェフリザーブズ (ジェフユナイテッド市原・千葉リザーブズ) |      | 千葉県       | 市原臨海競技場                                                        | 16位                           |                              |
| アルテ高崎                                                |      | 群馬県       | 高崎市浜川競技場                                                      | 17位                           | 残留(入替戦勝利)             |
| カマタマーレ讃岐                                          |      | 香川県       | 香川県営サッカー・ラグビー場 香川県立丸亀競技場                       | 四国1部1位 第34回地域決勝1位   | 昇格(自動昇格)               |
| AC長野パルセイロ                                          |      | 長野県       | 南長野運動公園総合球技場                                              | 北信越1部1位 第34回地域決勝2位 | 昇格(自動昇格)               |

色付のチームは2011年シーズン開幕時において
- のチームはJリーグ準加盟クラブ
- のクラブはJリーグ準加盟クラブを申請中・または継続審議中のクラブ

## 東日本大震災の影響
- 2011年3月11日、東日本大震災発生。同日、13日に予定されていた前期第1節の開催中止を発表[1]。
- 2011年3月14日、3月中に行われる予定だった前期第2節と第3節の開催中止を発表[2]。
- 2011年3月24日　4月開催分のうち4月2日-17日開催予定の前期第4-6節も中止・延期を発表[3]。
- 2011年4月5日、以下の通り今期の日程・レギュレーションなどを変更して対応することを決める。
  - 4月23日の前期第7節を「開幕節」（節数変更なし）とする。
  - 前期第6節までについては、次のとおりに日程を見直す[4]。
    - 第1節　3月13日→12月10日・12月11日のいずれか
    - 第2節　3月20日・3月21日のいずれか→12月3日・12月4日のいずれか
    - 第3節　3月26日・3月27日のいずれか→11月2日・11月3日のいずれか
    - 第4節　4月2日・4月3日のいずれか→8月10日（但しその前後での微調整の試合あり）
    - 第5節　4月9日・4月10日のいずれか→8月24日（同上）
    - 第6節　4月16日・4月17日のいずれか→11月23日

  - これに配慮する形で一部の試合でホーム・アウェーの入れ替えを行う[5]。
  - 東日本大震災で甚大な被害を受けた被災地の1つである宮城県多賀城市を本拠地とするソニー仙台FCは、前期第7節-第17節は出場せず、後期第1節（通算第18節）からの出場を検討しているが、参加した場合の代替試合などの開催方式についてはソニー仙台FCの判断を配慮して改めて決定する[6]。
  - 第91回天皇杯のJFLシードは日程変更の関係で第7節からの11試合を終えた時点（ソニー仙台FC戦が予定されていたクラブは後期第1節まで、それ以外は前期第17節まで）の上位2チームに出場資格を与える[7]。
- 2011年5月13日、ソニー仙台FCの後期第1節からのリーグ戦参加が決定[8]。
  - これに伴い、未定となっていた昇格・降格などのレギュレーションが確定となる。詳細は下記#レギュレーションを参照。

## レギュレーション

### リーグ・試合形式
リーグ戦試合数
当初は18チームによる2回総当たり（各チーム34試合、合計306試合）が予定されていたものの、以下のように変更になった。
| 期間 | 期間                 | 試合方式                                                                                         | 試合数 |
| ---- | -------------------- | ------------------------------------------------------------------------------------------------ | --- |
| 前期 | 第1節～第6節（延期） | - ソニー仙台FC（以下「ソニー」）戦は 「震災災害復興支援試合」として実施 - それ以外は通常通り実施 | - ソニーは震災災害復興支援試合のみ6試合 - ソニー以外でソニー戦のあるチームはそれぞれ、 震災災害復興支援試合1試合を含む6試合 - それ以外のチームはそれぞれ通常のリーグ戦のみ6試合 |
| 前期 | 第7節～第17節        | - ソニー戦は休止 - それ以外は通常通り実施                                                        | - ソニー戦が予定されていたチームはそれぞれ10試合 - それ以外のチームはそれぞれ11試合                                                                                             |
| 後期 | 第1節～第17節        | 通常通り実施                                                                                     | 各チーム17試合 |

通常のリーグ戦の試合が289試合と、震災災害復興支援試合が6試合の計295試合が行われる。
- ソニーは「後期第1節から後期第17節まで」と「前期第1節から前期第6節」（延期された試合）の計23試合を行う。この「前期第1節から前期第6節」の試合のうち、ソニーが参加する6試合については『2011JFL 東日本大震災 災害復興支援試合』として行う。
- ソニーを除く17チームのうち、前期第1節から前期第6節にソニー戦が組まれていた6チームは、「17チーム間で年間2回戦総当り」と「対ソニーの2試合（含：災害復興支援試合1試合）」の計34試合を行う。
- ソニーを除く17チームのうち、前期第7節から前期第17節にソニー戦が組まれていた11チームは、「17チーム間で年間2回戦総当り」と「対ソニーの1試合」の計33試合を行う。
- 「震災災害復興支援試合」の6試合は公式戦として扱われるが、以下のような変則的な扱いとなる。
  - リーグ戦の成績としては算入されない。（ソニー、及びその対戦相手共通）。よってリーグ戦の試合となる試合はソニーが17試合、他の各チームが33試合となる。
  - JFLからの降格チームの決定においては、ソニーのみこの6試合の成績を加算する（その対戦相手には算定しない。詳細は後述）。
  - 「震災災害復興支援試合」については公式試合であるが、リーグ戦とはみなさないため警告の累積対象とはしない。反則ポイントはソニーの「リーグ戦出場」が後期の17試合のみとなるため、日本協会の規約に準じて累積警告3枚で1試合出場停止とする。またこれに関連して、フェアープレー賞についてもソニーは表彰から原則除外する。
  - 勝利チーム賞の強化費用5万円は通常のリーグ戦のほか、「震災災害復興支援試合」でも支給される。

試合形式
- 試合は前後半90分で行い、決着がつかなければ引き分けとなる。勝利には勝ち点3、引き分けには勝ち点1、敗北には勝ち点0が与えられる。

Jリーグへの加盟
- Jリーグ準加盟クラブのJリーグ加盟の成績面の条件は「年間順位4位以上」かつ「準加盟クラブの中で上位2チーム」[9]。その上でJリーグ臨時理事会の承認を得られれば次年度からJ2に参入することができる。

地域リーグへの降格
- JFLの17位・18位は所属する地域リーグに自動降格し、全国地域リーグ決勝大会の1位・2位はJFLに自動昇格する。JFLの16位と全国地域リーグ決勝大会の3位が入れ替え戦を行う。なお、Jリーグに加盟するチームが出た場合、1チームなら16位までが残留、17位が入れ替え戦出場。2チームなら17位までが残留、18位が入れ替え戦出場となる。また、JFL加盟チームの廃部、合併等も上記降格条件に影響する可能性がある。
- 降格チームの決定においては、ソニーを除く17チームはJFLのリーグ戦33試合の成績、ソニーはJFLのリーグ戦17試合に「震災災害復興支援試合」の6試合を加えた計23試合で順位を決定する。（よって、リーグ戦の順位とは違いが生じる可能性もある。）
  - なお最終的に、町田ゼルビアと松本山雅FCのJ2昇格、ジェフリザーブズのJFL脱退に伴い、16位のアルテ高崎と17位のソニー（上記の降格チーム決定基準による）は残留枠内に繰り上げられた。また2011年地域リーグ決勝大会の3位チーム（HOYO AC ELAN大分）も入れ替え戦枠から自動昇格枠に繰り上げられた[10]。

### 天皇杯への出場枠
前期第7節から開始し、各チーム11試合終了時点の上位2チームに第91回天皇杯の出場権が与えられる。当初は前期17節終了時の上位2チームに第91回天皇杯の出場権が与えられる予定だったが、東日本大震災の影響により変更となった。なお11試合終了時点とは「前期第7節から前期第17節までの成績」ではない。これは前期は17チームでのリーグ戦となり、当初のスケジュールで前期第7節から第17節の間にソニー仙台戦が組まれていた11チームはこの間試合無しの節が生じるため、これらのチームは対象試合数をそろえる目的で後期第1節の成績も含めるためである。
7月2日・3日に行われた、後期第1節終了時点における、首位から勝ち点差3以内の上位8チームの戦績は以下のとおり（差：得失点差）。
| 節順位 | チーム名         | 勝点 | 試合数 | 勝 | 分 | 負 | 差  |
| 1      | SAGAWA SHIGA FC  | 22   | 12     | 7  | 1  | 4  | +4  |
| 2      | FC琉球           | 21   | 11     | 7  | 0  | 4  | +4  |
| 3      | Honda FC         | 21   | 12     | 7  | 0  | 5  | +3  |
| 4      | ホンダロックSC   | 20   | 11     | 5  | 5  | 1  | +6  |
| 5      | カマタマーレ讃岐 | 20   | 11     | 6  | 2  | 3  | +3  |
| 6      | 町田ゼルビア     | 19   | 12     | 5  | 4  | 3  | +11 |
| 7      | ツエーゲン金沢   | 19   | 11     | 5  | 4  | 2  | +9  |
| 8      | 松本山雅FC       | 19   | 12     | 5  | 4  | 3  | +5  |

このうち、12試合戦っているSAGAWA SHIGA FC、Honda FC、町田ゼルビア、松本山雅FCの12試合目（後期第1節）の戦績を抜いて比較すると以下のようになる。
| 節順位 | チーム名         | 勝点 | 勝 | 分 | 負 | 差 |
| 2      | FC琉球           | 21   | 7  | 0  | 4  | +4 |
| 4      | ホンダロックSC   | 20   | 5  | 5  | 1  | +6 |
| 5      | カマタマーレ讃岐 | 20   | 6  | 2  | 3  | +3 |
| 7      | ツエーゲン金沢   | 19   | 5  | 4  | 2  | +9 |
| 1      | SAGAWA SHIGA FC  | 19   | 6  | 1  | 4  | +3 |
| 8      | 松本山雅FC       | 18   | 5  | 3  | 3  | +5 |
| 3      | Honda FC         | 18   | 6  | 0  | 5  | +2 |
| 6      | 町田ゼルビア     | 16   | 4  | 4  | 3  | +5 |

この結果、後期第1節終了時点で2位のFC琉球と4位のホンダロックSCが11試合終了時点での上位2チームとなり、第91回天皇杯への出場権を獲得した。

### 強化費
各試合において勝利チームに勝利チーム賞5万円を支払う。

### Jリーグへの参入条件
2010年は最終的に、成績面で条件(JFL年間順位4位以内)を満たすクラブはガイナーレ鳥取とFC町田ゼルビアの2クラブであったが、町田は予備審査の段階でスタジアムが同年改正の基準を満たしていないなど、成績以外の面での不備を指摘され、2011年でのJリーグ加盟を断念した。Jリーグ準加盟クラブが成績面の条件を満たしていながら、他の条件によって昇格できないというケースは現行のリーグヒエラルキーになって以降では初のケースとなった。
シーズン終了後、町田と松本山雅FCが翌年からJ2に加盟する事が決定。これにより、2012年のJ2所属クラブ数が22となったため、2012年シーズンはJ2とJFL間での入れ替え戦が導入された。

## 年間順位
| 順位    | クラブ名           | 試 | 勝 | 分 | 負 | 得点 | 失点 | 差  | 勝点 | 備考                 |
| ------- | ------------------ | -- | -- | -- | -- | ---- | ---- | --- | ---- | -------------------- |
| 1       | SAGAWA SHIGA FC    | 33 | 23 | 1  | 9  | 60   | 34   | +26 | 70   |                      |
| 2       | AC長野パルセイロ   | 33 | 19 | 6  | 8  | 51   | 27   | +24 | 63   |                      |
| 3       | 町田ゼルビア       | 33 | 18 | 7  | 8  | 61   | 28   | +33 | 61   | 翌年からJ2加盟       |
| 4       | 松本山雅FC         | 33 | 17 | 8  | 8  | 60   | 38   | +22 | 59   | 翌年からJ2加盟       |
| 5       | V・ファーレン長崎  | 33 | 15 | 11 | 7  | 61   | 44   | +17 | 56   |                      |
| 6       | Honda FC           | 33 | 15 | 7  | 11 | 40   | 36   | +4  | 52   |                      |
| 7       | ツエーゲン金沢     | 33 | 13 | 8  | 12 | 49   | 40   | +9  | 47   |                      |
| 8       | ホンダロックSC     | 33 | 12 | 11 | 10 | 47   | 45   | +2  | 47   |                      |
| 9       | FC琉球             | 33 | 14 | 4  | 15 | 47   | 51   | -4  | 46   |                      |
| 10      | 栃木ウーヴァFC     | 33 | 12 | 9  | 12 | 40   | 43   | -3  | 45   |                      |
| 11      | カマタマーレ讃岐   | 33 | 11 | 7  | 15 | 39   | 49   | -10 | 40   |                      |
| 12      | 佐川印刷SC         | 33 | 11 | 5  | 17 | 43   | 61   | -18 | 38   |                      |
| 13      | MIOびわこ草津      | 33 | 11 | 5  | 17 | 43   | 65   | -22 | 38   |                      |
| 14      | ブラウブリッツ秋田 | 33 | 10 | 7  | 16 | 38   | 52   | -14 | 37   |                      |
| 15      | 横河武蔵野FC       | 33 | 9  | 9  | 15 | 33   | 37   | -4  | 36   |                      |
| 16      | アルテ高崎         | 33 | 9  | 7  | 17 | 39   | 55   | -16 | 34   | 退会                 |
| (17)    | （ソニー仙台FC）   | 23 | 5  | 11 | 7  | 20   | 26   | -6  | 26   | 含：災害復興支援試合 |
| 17 (18) | ジェフリザーブズ   | 33 | 4  | 7  | 22 | 27   | 63   | -36 | 19   | チーム解散           |
| 18      | ソニー仙台FC       | 17 | 3  | 7  | 7  | 14   | 24   | -10 | 16   | 除：災害復興支援試合 |

### 備考
- かっこ付きの順位は、ソニー仙台FCに災害復興支援試合の6試合を加算した後のもの
- クラブ名太字はJリーグに準加盟し、かつ2012年度からのJリーグ加盟意思を表明していたクラブ
- 斜体は、上記の「天皇杯への出場枠」により第91回天皇杯本戦出場シード権を獲得したクラブ

## 個人記録

### 得点ランキング
| 順     | 選手名     | 得点 | 所属               |
| ------ | ---------- | ---- | ------------------ |
| 得点王 | 松田正俊   | 20   | ブラウブリッツ秋田 |
| 2      | 有光亮太   | 19   | V・ファーレン長崎  |
| 2      | 木島徹也   | 19   | 松本山雅FC         |
| 4      | 勝又慶典   | 16   | 町田ゼルビア       |
| 5      | 宇野沢祐次 | 15   | AC長野パルセイロ   |

### 個人表彰・ベスト11
| Pos        | 選手名     | 所属               |
| ---------- | ---------- | ------------------ |
| 最優秀監督 | 中口雅史   | SAGAWA SHIGA FC    |
| 最優秀選手 | 山根伸泉   | SAGAWA SHIGA FC    |
| GK         | 村山智彦   | SAGAWA SHIGA FC    |
| DF         | 旗手真也   | SAGAWA SHIGA FC    |
| DF         | 冨山卓也   | SAGAWA SHIGA FC    |
| DF         | 飯田真輝   | 松本山雅FC         |
| MF         | 中村元     | SAGAWA SHIGA FC    |
| MF         | 山根伸泉   | SAGAWA SHIGA FC    |
| MF         | 大橋良隆   | AC長野パルセイロ   |
| MF         | 向慎一     | AC長野パルセイロ   |
| FW         | 勝又慶典   | 町田ゼルビア       |
| FW         | 有光亮太   | V・ファーレン長崎  |
| FW         | 宇野沢祐次 | AC長野パルセイロ   |
| 得点王     | 松田正俊   | ブラウブリッツ秋田 |
| 新人王     | 該当者なし | 該当者なし         |

- 優秀レフェリー賞：上田益也
- フェアプレー賞・特別賞 ：SAGAWA SHIGA FC
- 奨励賞：松本山雅FC

### ハットトリック
| JFL      | JFL            | JFL       | JFL      | JFL       | JFL      | JFL    |
| 選手     | 所属           | 節        | 対戦相手 | 試合結果  | 日付     | 出典   |
| -------- | -------------- | --------- | -------- | --------- | -------- | ------ |
| 木島徹也 | 松本山雅FC     | 後期 2節  | 佐川印刷 | 6 - 0 (H) | 7月9日   | [ 13 ] |
| 木下健生 | ホンダロックSC | 後期 11節 | 佐川印刷 | 6 - 1 (H) | 10月16日 | [ 14 ] |

Note: (H) – ホーム (A) – アウェイ

## 入れ替え

### JFL→J2
2012年度からのJリーグへの加盟申請を行っていた準加盟クラブについて12月12日のJリーグ臨時理事会で審議が行われ、成績条件（JFL4位以内）を満たす3位の町田ゼルビアと4位の松本山雅FCのJリーグ加盟が正式に承認された。
11位のカマタマーレ讃岐については成績面での不備から加盟は見送られた。また、V・ファーレン長崎に関しては2012年度からの加盟申請を行わなかった。

### 地域リーグとの入れ替え
9月12日にジェフリザーブズのJFLからの退会およびチーム解散が発表され 、成績に関わらずチーム活動が終了する事となった。
当初、JFLと地域リーグとの間では、JFLの下位2チームと第35回全国地域サッカーリーグ決勝大会（地域決勝）の上位2チームが自動入れ替え、JFL16位と地域決勝3位の間で入れ替え戦を行うこととなっていたが、上述のとおりJFLから3チームが減少（2チーム昇格・1チーム脱退）することとなったため、JFLからの自動降格を行わず、地域決勝の上位3チームが自動昇格するように変更された。この結果、地域決勝の上位3チームであるY.S.C.C.、shizuoka.藤枝MYFC、HOYO AC ELAN大分のJFL自動昇格が決定した。
なお、地域リーグとの入れ替え決定後の2012年1月13日、アルテ高崎のJFLからの退会が発表 され、2011年度をもってJFLでの活動を終了する事となった。これにより、2012年シーズンは1チーム少ない17チームで開催となる。
これを本年の成績に当てはめると以下のようになる。
| 順位        | チーム            | 変更前                      | 変更後       |
| ----------- | ----------------- | --------------------------- | ------------ |
| JFL16位     | アルテ高崎        | 入れ替え戦（vs地域決勝3位） | JFL残留→退会 |
| JFL17位※    | ソニー仙台FC      | 地域リーグ自動降格          | JFL残留      |
| JFL18位※    | ジェフリザーブズ  | 地域リーグ自動降格          | チーム解散   |
| 地域決勝1位 | Y.S.C.C.          | JFL自動昇格                 | JFL自動昇格  |
| 地域決勝2位 | shizuoka.藤枝MYFC | JFL自動昇格                 | JFL自動昇格  |
| 地域決勝3位 | HOYO AC ELAN大分  | 入れ替え戦（vsJFL16位）     | JFL自動昇格  |

※JFLからの降格チーム決定基準による（ソニー仙台のみ災害復興支援試合の結果を追加）